# Карро-дю-Тампль

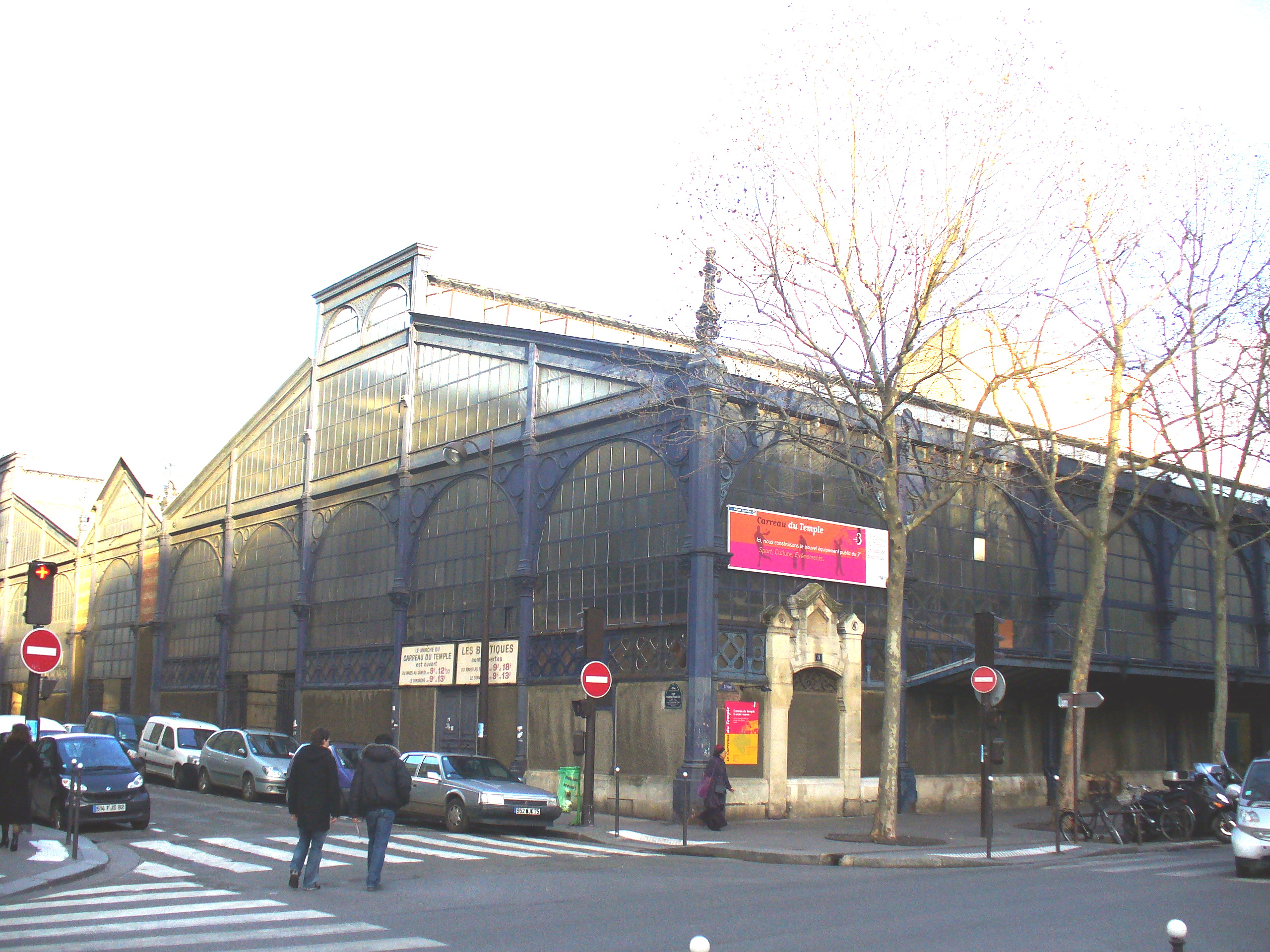
Крытый рынок Карро-дю-Тампль

Карро-дю-Тампль (фр. le Carreau du Temple) — крытый рынок в 3-м округе Парижа, возведён в 1863 г. и переоборудован в 1905 г. Городская мэрия запланировала к 2013 г. сделать Карро-дю-Тампль более функциональным.

## История
Начиная со средневековья, квартал Тампль (тамплиеров) — северная часть Марэ — был местом тряпичного рынка (marché aux chiffons), и до сих пор на рынке Карро-дю-Тампль продают одежду. Открыт каждый день, кроме понедельника, с 09:00 до 12:30. Станция метро — Тампль (Temple).

## Упоминание в литературе
- В романе Анны и Сержа Голон «Анжелика — маркиза ангелов»: «…В тот же вечер Анжелика со своим маленьким сыном перебралась в скромный домик вдовы Кордо на Карро дю Тампль — так называлась рыночная площадь, куда стекались торговцы птицей, рыбой, парным мясом, чесноком, мёдом, салатом, так как любой, заплатив небольшую сумму бальи, получал право торговать здесь, причём цену он мог назначить, какую ему заблагорассудится, никто его не проверял и не облагал налогом.»
- В романе Луи-Фердинанда Селина «Смерть в кредит» (перевод с фр. Маруси Климовой): «…Вот уже пятьдесят лет тетка брала напрокат свой парадный наряд в Карро дю Тампль…»